# Волиця-Польова сільська рада
Волиця-Польова́ сільська́ ра́да — колишня адміністративно-територіальна одиниця та орган місцевого самоврядування в Теофіпольському районі Хмельницької області. Адміністративний центр — село Волиця-Польова.

## Загальні відомості
Волиця-Польова сільська рада утворена в 1922 році.
- Територія ради: 23,627 км²
- Населення ради: 830 осіб (станом на 2001 рік)
- Територією ради протікає річка Рудь

## Історія
Хмельницька обласна рада рішенням від 18 травня 2011 року у Теофіпольському районі перейменувала Волице-Польову сільраду на Волиця-Польову.

## Населені пункти
Сільській раді були підпорядковані населені пункти:
- с. Волиця-Польова

## Склад ради
Рада складалася з 16 депутатів та голови.
- Голова ради: Швець Володимир Григорович

### Депутати
За результатами місцевих виборів 2010 року депутатами ради стали:

#### За суб'єктами висування
| Суб'єкт висування | Кількість обраних депутатів | %    |
| ----------------- | --------------------------- | ---- |
| Народна партія    | 11                          | 68,8 |
| Самовисування     | 5                           | 31,3 |

#### За округами
| № округу       | Прізвище, ім'я, по батькові    | Дата визнання обраним | Освіта  | Партійна приналежність                        | Відомості про обраного депутата            |
| -------------- | ------------------------------ | --------------------- | ------- | --------------------------------------------- | ------------------------------------------ |
| Народна Партія |                                |                       |         |                                               |                                            |
| 1              | Глабай Ірина Володимирівна     | 02.11.2010            | середня | член Народної партії                          | тимчасово не працює                        |
| 4              | Гуменюк Світлана Володимирівна | 02.11.2010            | середня | член Народної партії                          | СТОВ «Хлібороб», бухгалтер                 |
| 6              | Мицюк Ольга Вікторівна         | 02.11.2010            | вища    | позапартійна                                  | СТОВ «Хлібороб», економіст                 |
| 7              | Кадай Галина Петрівна          | 02.11.2010            | середня | позапартійна                                  | пенсіонер                                  |
| 8              | Гуменюк Петро Романович        | 02.11.2010            | середня | член Народної партії                          | СТОВ «Хлібороб», агроном                   |
| 10             | Глабай Володимир Володимирович | 02.11.2010            | середня | член Народної партії                          | СТОВ «Хлібороб», завідувач РММ             |
| 11             | Білий Віктор Миколайович       | 02.11.2010            | вища    | позапартійний                                 | СТОВ «Хлібороб», ветлікар                  |
| 13             | Глєбова Раїса Іванівна         | 02.11.2010            | середня | член Народної партії                          | СТОВ «Хлібороб», вагар                     |
| 14             | Зиборева Лариса Олександрівна  | 02.11.2010            | середня | член Народної партії                          | Будинок культури, директор                 |
| 15             | Бабій Руслан Петрович          | 02.11.2010            | вища    | позапартійний                                 | УПЦКП парафія УПЦ святителя Миколая, отець |
| 16             | Лукахіна Ірина Анатоліївна     | 02.11.2010            | середня | позапартійна                                  | Волице-Польова сільська рада, бухгалтер    |
| Самовисування  |                                |                       |         |                                               |                                            |
| 2              | Яковчук Галина Миколаївна      | 02.11.2010            | середня | позапартійна                                  | тимчасово не працює                        |
| 3              | Суханюк Микола Федорович       | 02.11.2010            | середня | член Всеукраїнського об'єднання «Батьківщина» | тимчасово не працює                        |
| 5              | Ангелюк Юрій Федорович         | 02.11.2010            | середня | позапартійний                                 | приватний підприємець                      |
| 9              | Біла Оксана Федорівна          | 02.11.2010            | середня | член Всеукраїнського об'єднання «Батьківщина» | Волице-Польова сільська рада, секретар     |
| 12             | Антипов Михайло Михайлович     | 02.11.2010            | середня | позапартійний                                 | СТОВ «Хлібороб», різноробочий              |